# Epiclytus ussuricus
Epiclytus ussuricus är en skalbaggsart som först beskrevs av Maurice Pic 1933.  Epiclytus ussuricus ingår i släktet Epiclytus och familjen långhorningar. Inga underarter finns listade i Catalogue of Life.